# Senta Radegonda (Gironda)
Senta Radegonda (en francès Sainte-Radegonde) és un municipi francès situat al departament de la Gironda i a la regió de la Nova Aquitània.

## Demografia
| 1962                                       | 1968 | 1975 | 1982 | 1990 | 1999 | 2007 |
| ------------------------------------------ | ---- | ---- | ---- | ---- | ---- | ---- |
| 408                                        | 452  | 354  | 364  | 426  | 438  | 468  |
| Des de 1962: població sense dobles comptes |      |      |      |      |      |      |

## Administració
| Període   | Identitat        | Partit |
| --------- | ---------------- | ------ |
| 2001-2008 | Guy Selves       | PS     |
| 2008-     | Jacques Pauillac | PS     |